# Lengyelország uralkodóinak listája
Ez a lap Lengyelország uralkodóinak a listája. A névsor a korai lengyel történelem legendabeli mitikus alakjaihoz nyúlik vissza, majd az első keresztény uralkodó által alapított dinasztia öröklődési sorát kíséri végig. A kora középkori Lengyelország szláv népessége alapvetően két jelentősebb államalakulatot hozott létre. Az egyiket Krakkó környékén az úgynevezett wiślanok (jelentése: Visztula mentiek) hozták létre, míg a másikat Gniezno központtal a polánok (vagyis: Mezeiek) alkották meg. Ez utóbbiban lépett trónra a később meghatározó Piast-dinasztia, amelynek legjelentősebb tagja I. Mieszko fejedelem lett, aki felvette a kereszténységet, és seregével meghódította a Balti-tenger partját, Sziléziát és Kis-Lengyelországot. Megalapította a független lengyel egyházat, amelynek központját a leigázott Krakkóba helyzte.
A dinasztia hatalma töretlen volt egészen 1138-ig, amikor III. Boleszláv úgy döntött, hogy országát felosztja négy gyermeke között. A feldarabolódott birodalom anarchiába süllyedt, legerősebb központja Krakkó vezetésével fennmaradt. Csak 1320-ban sikerült újra egyesíteni a régi területeket, bár Szilézia egy része Csehországhoz került. 

A virágkorát élő Lengyel Királyságnak a Jagelló-ház uralma alatt szembe kellett néznie a keletről egyre nagyobb fenyegést jelentő Oroszországgal. 1569-ben Lengyelország és Litvánia úgy döntöttek, hogy közösen összefognak az orosz fenyegetés ellen, és 1569-ben létrehozták a lublini uniót, a két ország egyesülését. Erre a korra tehető a választott uralkodók időszaka is, vagy más néven a nemesi köztársaság (Rzeczpospolita) létrejötte. Az állandósuló politikai csatározások meggyengítették az ország védekező erejét. Bár a felvilágosodásra alapozva a nagy szejm (1788–1792) jelentős intézményi reformokat hajtott végre – megalkották pl. Európa első modern, kartális alkotmányát –, 1795-re három nagyobb szomszédja felosztotta Lengyelországot, megszüntetve az önálló államiságot.

## Piast-házifejedelmek és királyok (9. század–1382)

### Az első, mitikus Piastok  (9. század–963)
| Portré | Dinasztia | Uralkodó  | Uralkodott   | Megjegyzés                                                               |
| ------ | --------- | --------- | ------------ | ------------------------------------------------------------------------ |
|        | Piast     | Piast     | 9. század    | A Piast-dinasztia megalapítója, aki valószínűleg csak a legendákban élt. |
|        | Piast     | Siemowit  | 9. század    | Piast fia. Történelmi hitelessége neki is kétséges.                      |
|        | Piast     | Leszek    | ?–940 k.     | Siemowit fia. Valószínűleg mitikus alak.                                 |
|        | Piast     | Siemomysł | 940 k. – 964 | Lestko fia. Története legendákkal itatódott át.                          |

## Egységes Lengyelország (963–1138)
Bővebben: a Lengyelország az első Piastok korában 1138-ig cikkben

### Piast-dinasztia
Főcikk: Piast-dinasztia
| Uralkodó                                                                                   | Portré | Életterminusa                                           | Uralkodása kezdete | Uralkodása vége    | Megjegyzés |
| ------------------------------------------------------------------------------------------ | ------ | ------------------------------------------------------- | ------------------ | ------------------ | --- |
| I. Mieszko lengyelül: Mieszko I Lengyelország fejedelme                                    |        | 930 körül – 992. május 25. (62 éves kora körül)         | 960 körül          | 992. május 25.     | Siemomysł fia, családja első bizonyítottan létező tagja, aki felvette a kereszténységet és ezzel megteremtette az egységes középkori Lengyelországot.                                                   |
| I. Vitéz Boleszláv lengyelül: Bolesław I Chrobry Lengyelország fejedelme majd királya      |        | 967 körül – 1025. június 17. (58 éves kora körül)       | 992. május 25.     | 1025. június 17.   | I. Mieszko fejedelem és Csehországi Dobrawa fejedelemné fia, létrehozta a Gnieznói főegyházmegyét, ezzel függetlenedve a német egyháztól. 1025-ben királlyá koronáztatta magát.                         |
| II. Mieszko Lambert lengyelül: Mieszko II Lambert Lengyelország királya majd fejedelme     |        | 990 körül – 1034. május 10/11. (44 éves kora körül)     | 1025. június 17.   | 1034. május 10/11. | I. Vitéz Boleszláv király és Lausitzi Emnilda fia, 1032-ben lemondatták a királyi címről. Csehországi fogsága idején az ország irányítója testvére, Bezprym.                                            |
| I. Megújító Kázmér lengyelül: Kazimierz I Odnowiciel Lengyelország fejedelme               |        | 1016. július 25. – 1058. november 28. (42 évesen)       | 1034 körül         | 1058. november 28. | II. Mieszko Lambert fejedelem és Lotaringiai Richeza fia, az apja halála utáni zűrzavaros időszakot sikerült rendezni, ám nem merte királlyá koronáztatni magát.                                        |
| II. Jólelkű Boleszláv lengyelül: Bolesław II Szczodry Lengyelország fejedelme majd királya |        | 1042 körül – 1081/82. április 2/3. (40 éves kora körül) | 1058. november 28. | 1079 körül         | I. Megújító Kázmér fejedelem és Kijevi Marija Dobronyega fia, 1076-ban királlyá koronázták. Uralkodása alatt gyakran avatkozott be a szomszédos országok, Csehországi és a Kijevi Rusz trónviszályaiba. |
| I. Ulászló Herman lengyelül: Władysław I Herman Lengyelország fejedelme                    |        | 1044 körül – 1102. június 4. (58 éves kora körül)       | 1079 körül         | 1102. június 4.    | II. Jólelkű Boleszláv király testvére. Uralkodása alatt meggyengült a központi hatalom tekintélye, megszilárdult a többközpontúság az országban. Nem törekedett arra, hogy királlyá koronázzák.         |
| III. Ferdeszájú Boleszláv lengyelül: Bolesław III Krzywousty Lengyelország fejedelme       |        | 1086. augusztus 20. – 1138. október 28. (52 évesen)     | 1107 körül         | 1138. október 28.  | I. Ulászló Herman fejedelem és Csehországi Judit fejedelemné fia, 1102-től társuralkodó mellette féltestvére, apja törvénytelen fia, Zbigniew herceg. Országát szétosztotta fiai között.                |

## Piast-ház (1138–1296)
Bővebben: Lengyelország a területi széttagoltság korában
| Uralkodó                                                                          | Életterminusa                                          | Uralkodása kezdete | Uralkodása vége | Uralkodóháza            | Megjegyzés | Portré |
| --------------------------------------------------------------------------------- | ------------------------------------------------------ | ------------------ | --------------- | ----------------------- | --- | ------ |
| II. Száműzött Ulászló lengyelül: Władysław II Wygnaniec Lengyel nagyfejedelem     | 1105 körül – 1159. május 30. (54 éves kora körül)      | 1138               | 1146            | Piastok                 | III. Boleszláv lengyel fejedelem és Kijevi Szbiszlava Szvjatopolkovna fia                                        |        |
| IV. Göndörhajú Boleszláv lengyelül: Bolesław IV Kędzierzawy Lengyel nagyfejedelem | 1120 körül – 1173. január 5. (53 éves kora körül)      | 1146               | 1173            | Piastok                 | II. Ulászló lengyel fejedelem féltestvére, III. Boleszláv fejedelem és Bergi Salome fejedelemné fia              |        |
| III. Öreg Mieszko lengyelül: Mieszko III Stary Lengyel nagyfejedelem              | 1122 körül – 1202. március 13. (80 éves kora körül)    | 1173               | 1177            | Piastok                 | IV. Boleszláv lengyel fejedelem testvére, III. Boleszláv fejedelem és Bergi Salome fejedelemné fia               |        |
| II. Igazságos Kázmér lengyelül: Kazimierz II Sprawiedliwy Lengyel nagyfejedelem   | 1138 körül – 1194. május 5. (56 éves kora körül)       | 1177               | 1191            | Piastok                 | III. Mieszko lengyel fejedelem testvére, III. Boleszláv fejedelem és Bergi Salome fejedelemné fia                |        |
| Fehér Leszek lengyelül: Leszek Biały Lengyel nagyfejedelem                        | 1186 körül – 1227. november 23. (41 éves kora körül)   | 1194               | 1202            | Piastok kis-lengyel ág  | II. Kázmér lengyel fejedelem és Znojmói Ilona fejedelemné fia, ez volt első uralkodói terminusa                  |        |
| III. Hosszúlábú Ulászló lengyelül: Władysław III Laskonogi Lengyel nagyfejedelem  | 1186 körül – 1227. november 23. (41 éves kora körül)   | 1202               | 1206            | Piastok nagy-lengyel ág | III. Mieszko lengyel fejedelem és Kijevi Jevdokija Izjaszlavna fejedelemné fia, ez volt első uralkodói terminusa |        |
| Fehér Leszek lengyelül: Leszek Biały Lengyel nagyfejedelem                        | 1186 körül – 1227. november 23. (41 éves kora körül)   | 1206               | 1210            | Piastok kis-lengyel ág  | Ez volt második uralkodói terminusa                                                                              |        |
| IV. Görbelábú Mieszko lengyelül: Mieszko IV Plątonogi Lengyel nagyfejedelem       | 1186 körül – 1227. november 23. (41 éves kora körül)   | 1206               | 1210            | Piastok wrocławi ág     | II. Ulászló lengyel fejedelem és Babenbergi Ágnes fejedelemné fia                                                |        |
| Fehér Leszek lengyelül: Leszek Biały Lengyel nagyfejedelem                        | 1186 körül – 1227. november 23. (41 éves kora körül)   | 1211               | 1227            | Piastok kis-lengyel ág  | Ez volt harmadik uralkodói terminusa                                                                             |        |
| III. Hosszúlábú Ulászló lengyelül: Władysław III Laskonogi Lengyel nagyfejedelem  | 1186 körül – 1227. november 23. (41 éves kora körül)   | 1227               | 1229            | Piastok nagy-lengyel ág | Ez volt második uralkodói terminusa                                                                              |        |
| I. Mazóviai Konrád lengyelül: Konrad I Mazowiecki Lengyel nagyfejedelem           | 1187 körül – 1247. augusztus 31. (60 éves kora körül)  | 1229               | 1232            | Piastok mazóviai ág     | I. Leszek lengyel fejedelem testvére, ez volt első uralkodói terminusa                                           |        |
| I. Szakállas Henrik lengyelül: Henryk I Brodaty Lengyel nagyfejedelem             | 1163 körül – 1238. március 19. (75 éves kora körül)    | 1232               | 1238            | Piastok wrocławi ág     | I. Boleszláv wroclawi herceg fia                                                                                 |        |
| II. Jámbor Henrik lengyelül: Henryk II Pobożny Lengyel nagyfejedelem              | 1196 körül – 1241. április 9. (45 éves kora körül)     | 1238               | 1241            | Piastok wrocławi ág     | I. Henrik lengyel fejedelem és Sziléziai Szent Hedvig fia                                                        |        |
| I. Mazóviai Konrád lengyelül: Konrad I mazowiecki Lengyel nagyfejedelem           | 1187 körül – 1247. augusztus 31. (60 éves kora körül)  | 1241               | 1243            | Piastok mazóviai ág     | Ez volt második uralkodói terminusa                                                                              |        |
| V. Szemérmes Boleszláv lengyelül: Bolesław V Wstydliwy Lengyel nagyfejedelem      | 1226. június 21. – 1279. december 7. (53 évesen)       | 1243               | 1279            | Piastok kis-lengyel ág  | I. Leszek lengyel fejedelem és Kijevi Grzymisława Igorovna fia                                                   |        |
| II. Fekete Leszek lengyelül: Leszek Czarny Lengyel nagyfejedelem                  | 1241 körül – 1288. szeptember 30. (47 éves kora körül) | 1279               | 1288            | Piastok kujáviai ág     | Konrád lengyel fejedelem unokája, I. Kázmér kujáviai herceg és Wrocławi Konstancia fia                           |        |
| IV. Törvényes Henrik lengyelül: Henryk IV Prawy Lengyel nagyfejedelem             | 1258 körül – 1290. június 23. (32 éves kora körül)     | 1288               | 1290            | Piastok wrocławi ág     | II. Henrik lengyel fejedelem unokája, III. Henrik wrocławi herceg és Mazóviai Judit fia                          |        |
| II. Przemysł lengyelül: Przemysł II Lengyel nagyfejedelem                         | 1257. október 14. – 1296. február 8. (38 évesen)       | 1290               | 1296            | Piastok nagy-lengyel ág | II. Henrik lengyel fejedelem apai nagyanyai unokája, Przemysł poznańi fejedelem és Wrocławi Erzsébet fia         |        |

## Přemysl-ház (1300–06)
Bővebben: Přemysl-ház
| Uralkodó                                                   | Életterminusa                                       | Uralkodása kezdete | Uralkodása vége    | Uralkodóháza | Megjegyzés                                                                                            | Portré |
| ---------------------------------------------------------- | --------------------------------------------------- | ------------------ | ------------------ | ------------ | --- | ------ |
| II. Vencel lengyelül: Wacław II Lengyelország 5. királya   | 1271. szeptember 17. – 1305. június 21. (33 évesen) | 1300. július 25.   | 1305. június 21.   | Přemyslidák  | II. Nagy Ottokár cseh király és Halicsi Kunigunda Rosztyiszlavna fia, Csehország királya              |        |
| III. Vencel lengyelül: Wacław III Lengyelország 6. királya | 1289. október 6. – 1306. augusztus 4. (16 évesen)   | 1305. június 21.   | 1306. augusztus 4. | Přemyslidák  | II. Vencel cseh és lengyel király és Habsburg Juta osztrák hercegnő fia, egyben cseh és magyar király |        |

## Piast-ház (1306–70)
Bővebben: Piast-ház
| Uralkodó                                                                  | Életterminusa                                      | Uralkodása kezdete  | Uralkodása vége   | Uralkodóháza        | Megjegyzés | Portré |
| ------------------------------------------------------------------------- | -------------------------------------------------- | ------------------- | ----------------- | ------------------- | --- | ------ |
| I. Kis Ulászló lengyelül: Władysław I Łokietek Lengyelország 7. királya   | 1261 körül – 1333. március 2. (72 éves kora körül) | 1306. szeptember 1. | 1333. március 2.  | Piastok kujáviai ág | Mazóviai Konrád fejedelem unokája, I. Kázmér kujáviai herceg és Eufrozina opolei hercegnő fia, Łokietek Erzsébet magyar királyné édesapja |        |
| III. Nagy Kázmér lengyelül: Kazimierz III Wielki Lengyelország 8. királya | 1310. április 30. – 1370. november 5. (60 évesen)  | 1333. március 2.    | 1370. november 5. | Piastok kujáviai ág | I. Kis Ulászló lengyel király és Kaliszi Hedvig királyné fia, egyben az utolsó Piast-házi uralkodó a lengyel trónon                       |        |

## Anjou-ház (1372–99)
Bővebben: Capeting–Anjou-ház
| Uralkodó                                                                  | Életterminusa                                       | Uralkodása kezdete | Uralkodása vége      | Uralkodóháza                      | Megjegyzés | Portré |
| ------------------------------------------------------------------------- | --------------------------------------------------- | ------------------ | -------------------- | --------------------------------- | --- | ------ |
| Magyar Lajos lengyelül: Ludwik Węgierski Lengyelország 9. királya         | 1326. március 5. – 1382. szeptember 10. (56 évesen) | 1370. november 17. | 1382. szeptember 10. | Capeting–Anjouk magyar királyi ág | Károly Róbert magyar király és Łokietek Erzsébet lengyel királyi hercegnő fia, egyben magyar király                                                         |        |
| Anjou Hedvig lengyelül: Jadwiga Andegaweńska Lengyelország 10. királynője | 1374. február 18. – 1399. július 17. (25 évesen)    | 1384. október 16.  | 1399. július 17.     | Capeting–Anjouk magyar királyi ág | I. Lajos magyar és lengyel király és Kotromanić Erzsébet királyné leánya, Mária magyar királynő húga, kezdetben társuralkodója hitvese, II. Jagelló Ulászló |        |

## Jagelló-ház (1399–1572)
Bővebben: Jagelló-ház
| Uralkodó                                                                           | Életterminusa                                        | Uralkodása kezdete   | Uralkodása vége     | Uralkodóháza | Megjegyzés | Portré |
| ---------------------------------------------------------------------------------- | ---------------------------------------------------- | -------------------- | ------------------- | ------------ | --- | ------ |
| II. Jagelló Ulászló lengyelül: Władysław II Jagiełło Lengyelország 11. királya     | 1352/1362 – 1434. június 1.                          | 1386. március 4.     | 1434. június 1.     | Jagellók     | Algirdas litván nagyfejedelem és Tveri Julianna Alexandrovna fia, kezdetben Anjou Hedvig királynő társuralkodója                               |        |
| III. Várnai Ulászló lengyelül: Władysław III Warneńczyk Lengyelország 12. királya  | 1424. október 31. – 1444. november 10. (20 évesen)   | 1434. június 1.      | 1444. november 10.  | Jagellók     | II. Jagelló Ulászló lengyel király és Holszański Zsófia királyné fia, egyben magyar király is, aki fiatalon vesztette életét a várnai csatában |        |
| IV. Jagelló Kázmér lengyelül: Kazimierz IV Jagiellończyk Lengyelország 13. királya | 1427. november 30. – 1492. június 7. (64 évesen)     | 1444. november 10.   | 1492. június 7.     | Jagellók     | II. Jagelló Ulászló lengyel király és Holszański Zsófia királyné fia, III. Várnai Ulászló lengyel és magyar király fivére                      |        |
| I. János Albert lengyelül: Jan I Olbracht Lengyelország 14. királya                | 1459. december 27. – 1501. június 17. (41 évesen)    | 1492. szeptember 23. | 1501. június 17.    | Jagellók     | IV. Jagelló Kázmér lengyel király és Habsburg Erzsébet osztrák hercegnő legidősebb fia                                                         |        |
| Jagelló Sándor lengyelül: Aleksander Jagiellończyk Lengyelország 15. királya       | 1461. augusztus 5. – 1506. augusztus 19. (45 évesen) | 1501. december 12.   | 1506. augusztus 19. | Jagellók     | IV. Jagelló Kázmér lengyel király és Habsburg Erzsébet osztrák hercegnő fia, I. János Albert király fivére                                     |        |
| I. Öreg Zsigmond lengyelül: Zygmunt I Stary Lengyelország 16. királya              | 1467. január 1. – 1548. április 1. (81 évesen)       | 1506. december 8.    | 1548. április 1.    | Jagellók     | IV. Jagelló Kázmér lengyel király és Habsburg Erzsébet osztrák hercegnő fia, I. János Albert és Jagelló Sándor fivére                          |        |
| II. Zsigmond Ágost lengyelül: Zygmunt II August Lengyelország 17. királya          | 1520. augusztus 1. – 1572. július 7. (51 évesen)     | 1548. április 1.     | 1572. július 7.     | Jagellók     | I. Öreg Zsigmond lengyel király és Sforza Bona milánói hercegnő fia, az utolsó Jagelló-házi király                                             |        |

## Vegyesháziak (1573–1795)
Lásd még: Lengyel–Litván Unió
| Uralkodó                                                                                             | Életterminusa                                         | Uralkodása kezdete   | Uralkodása vége      | Uralkodóháza         | Megjegyzés | Portré |
| --- | ----------------------------------------------------- | -------------------- | -------------------- | -------------------- | --- | ------ |
| Valois Henrik lengyelül: Henryk Walezy Lengyelország 18. királya                                     | 1551. szeptember 19. – 1589. augusztus 2. (37 évesen) | 1573. május 16.      | 1575. május 12.      | Capeting–Valois      | II. Henrik francia király és Medici Katalin firenzei hercegnő fia, lemondott a lengyel trónról, hogy francia király lehessen                       |        |
| Jagelló Anna lengyelül: Anna Jagiellonka Lengyelország 19. királynője                                | 1523. október 18. – 1596. szeptember 9. (72 évesen)   | 1576. május 1.       | 1586. december 12.   | Jagellók             | I. Öreg Zsigmond lengyel király és Sforza Bona milánói hercegnő leánya, II. Zsigmond Ágost király testvére, hitvese, Báthory István társuralkodója |        |
| Báthory István lengyelül: Stefan Batory Lengyelország 20. királya                                    | 1533. szeptember 27. – 1586. december 12. (53 évesen) | 1576. május 1.       | 1586. december 12.   | Báthoryak somlyói ág | Báthory István erdélyi vajda és Telegdi Katalin fia, hitvese, Jagelló Anna társuralkodója, egyben erdélyi fejedelem                                |        |
| III. Vasa Zsigmond lengyelül: Zygmunt III Waza Lengyelország 21. királya                             | 1566. június 20. – 1632. április 30. (53 évesen)      | 1587. augusztus 19.  | 1632. április 30.    | Vasák                | III. János svéd király és Jagelló Katalin lengyel királyi hercegnő fia, egyben Svédország királya                                                  |        |
| IV. Vasa Ulászló lengyelül: Władysław IV Waza Lengyelország 22. királya                              | 1595. június 9. – 1648. május 20. (52 évesen)         | 1632. november 8.    | 1648. május 20.      | Vasák                | III. Vasa Zsigmond svéd és lengyel király és Habsburg Konstancia osztrák főhercegnő fia, egyben orosz cár is                                       |        |
| II. Vasa János Kázmér lengyelül: Jan II Kazimierz Waza Lengyelország 23. királya                     | 1609. március 22. – 1672. december 16. (63 évesen)    | 1648. november 20.   | 1668. szeptember 16. | Vasák                | III. Vasa Zsigmond svéd és lengyel király és Habsburg Konstancia osztrák főhercegnő fia, IV. Vasa Ulászló testvére                                 |        |
| Wiśniowiecki Mihály lengyelül: Michał Wiśniowiecki Lengyelország 24. királya                         | 1640. május 31. – 1673. november 10. (33 évesen)      | 1669. június 19.     | 1673. november 10.   | Wiśniowieckiak       | Jeremi Wiśniowiecki és Gryzelda Zamoyski fia, hitvese Habsburg Eleonóra főhercegnő                                                                 |        |
| III. Sobieski János lengyelül: Jan III Sobieski Lengyelország 25. királya                            | 1629. augusztus 17. – 1696. június 17. (66 évesen)    | 1674. május 21.      | 1696. június 17.     | Sobieskiek           | Jakub Sobieski és Zofia Teofila Daniłowiczówna fia, hitvese Marie Casimire Louise de La Grange d’Arquien                                           |        |
| II. Erős Ágost lengyelül: August II Mocny Lengyelország 26. királya                                  | 1670. május 12. – 1733. február 1. (62 évesen)        | 1697. szeptember 15. | 1704. február 16.    | Wettinek alberti ág  | III. János György választófejedelem és Dániai Anna Zsófia fia, ez volt az első uralkodói terminusa, de jure uralkodott 1706. szeptember 24-ig      |        |
| Leszczyński Szaniszló lengyelül: Stanisław Leszczyński Lengyelország 27. királya                     | 1677. október 20. – 1766. február 23. (88 évesen)     | 1705. július 12.     | 1709. július 8.      | Leszczyńskiek        | Rafał Leszczyński és Anna Jabłonowska fia, ez volt első uralkodói terminusa                                                                        |        |
| II. Erős Ágost lengyelül: August II Mocny Lengyelország 28. királya                                  | 1670. május 12. – 1733. február 1. (62 évesen)        | 1709. augusztus 8.   | 1733. február 1.     | Wettinek alberti ág  | Második uralkodói terminusa |        |
| Leszczyński Szaniszló lengyelül: Stanisław Leszczyński Lengyelország 29. királya                     | 1677. október 20. – 1766. február 23. (88 évesen)     | 1733. szeptember 12. | 1734. június 30.     | Leszczyńskiek        | Második uralkodói terminusa, de jure uralkodott 1736. január 27-ig                                                                                 |        |
| III. Szász Ágost lengyelül: August III Sas Lengyelország 30. királya                                 | 1696. október 17. – 1763. október 5. (66 évesen)      | 1733. február 1.     | 1763. október 5.     | Wettinek alberti ág  | II. Erős Ágost lengyel király és Christiane Eberhardine von Brandenburg-Bayreuth fia, de jure uralkodott 1734. június 30-tól                       |        |
| II. Poniatowski Szaniszló Ágost lengyelül: Stanisław II August Poniatowski Lengyelország 31. királya | 1732. január 17. – 1798. február 12. (66 évesen)      | 1764. szeptember 7.  | 1795. november 25.   | Poniatowskiak        | Stanisław Poniatowski és Konstancja Czartoryska fia, Nagy Katalin orosz cárnő szeretője                                                            |        |

## Wettin-ház (1807–1815)
Lásd még: Varsói Hercegség
| Uralkodó                                                                  | Életterminusa                                   | Uralkodása kezdete | Uralkodása vége | Uralkodóháza        | Megjegyzés                                                                                               | Portré |
| ------------------------------------------------------------------------- | ----------------------------------------------- | ------------------ | --------------- | ------------------- | --- | ------ |
| I. Wettin Frigyes Ágost lengyelül: Fryderyk August I Wettyn Varsó hercege | 1750. december 23. – 1827. május 5. (76 évesen) | 1807. július 22.   | 1815. május 22. | Wettinek alberti ág | Frigyes Keresztély szász választófejedelem és Bajorországi Mária Antónia fia, később Szászország királya |        |

## A felosztott Lengyelország (1795–1918)
Bővebben: a Lengyelország három felosztása és a Lengyelország a felosztás korában cikkekben

### Romanov-ház
Bővebben: Holstein-Gottorp–Romanov-ház
Lásd még: Kongresszusi Lengyelország
- I. Sándor Pavlovics (1801–1825)
- I. Miklós Pavlovics (1825–1855)
- II. Sándor Nyikolajevics (1855–1881)
- III. Sándor Alekszandrovics (1881–1894)
- II. Miklós Alekszandrovics (1894–1918)